# Cultura de Glasinac
La Cultura de Glasinac o Cultura de Glasinac-Mati és una de les cultures arqueològiques més importants de l'edat del bronze i l'edat del ferro dels Balcans centrals i occidentals. El seu nom procedeix de l'altiplà de Glasinac, a l'est de Bòsnia i Hercegovina, a prop de Sarajevo, on hi ha hagut moltes troballes arqueològiques. Aquesta cultura es va estendre per l'est de Bòsnia i Hercegovina, el sud-oest de Sèrbia, el nord de Montenegro, Kosovo i gran part de l'actual Albània, on es coneix com Glasinac-Mati. Es distingeix pels seus túmuls funeraris, sovint agrupats a l'entorn de turons fortificats, amb restes de murs de pedra seca que formen una necròpoli. Els representants d'aquesta cultura s'associen generalment amb els il·liris.

## Nom
El terme Glasinac-Mati fou encunyat el 1974 pels arqueòlegs Frano Prendi i Klaus Kilian de manera independent.

## Jaciments

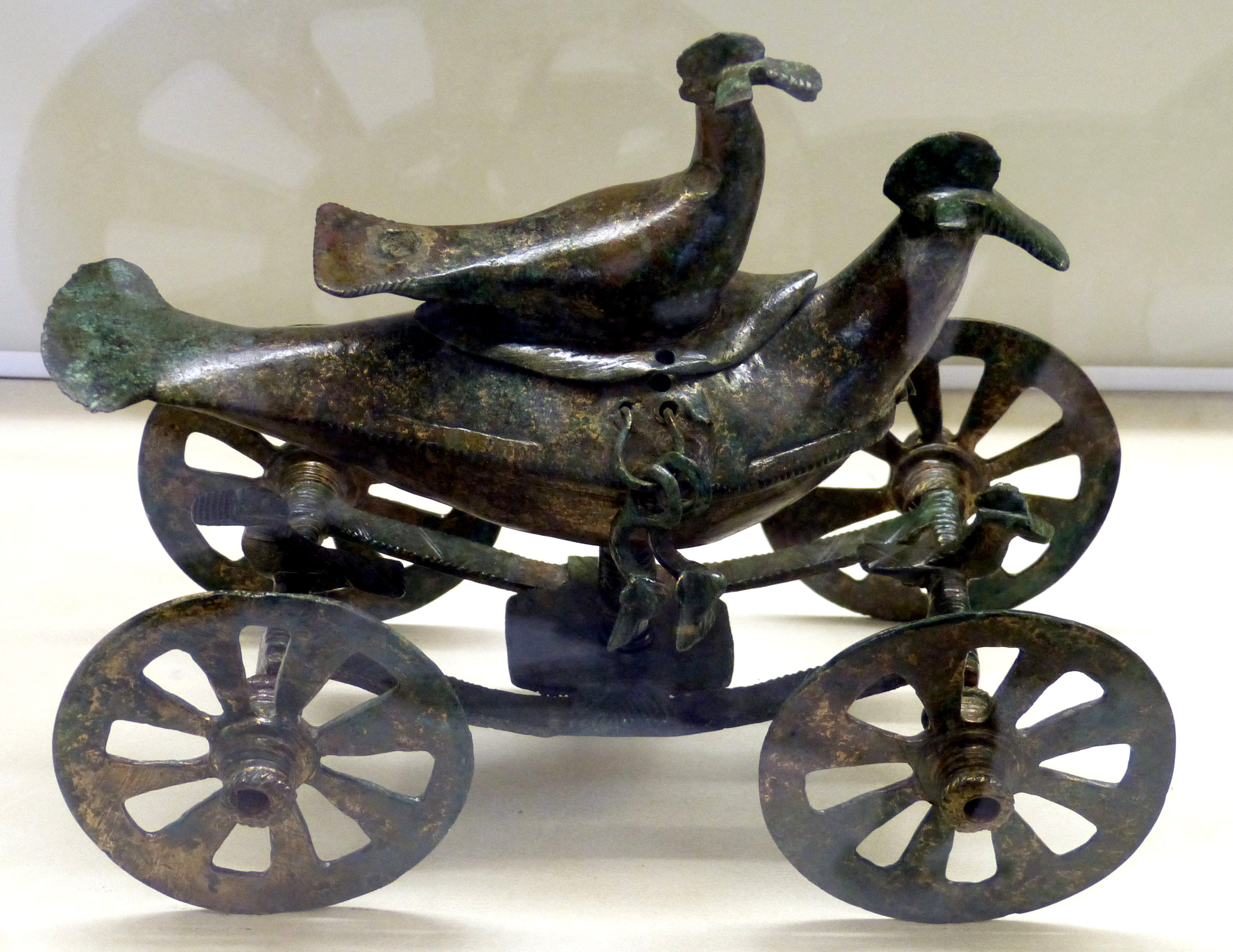
Carro de culte amb ocells de l'edat del ferro (segles VIII-V ae) pertanyent a la Cultura de Glasinac

La recerca a Glasinac començà el 1880 després del descobriment casual d'un túmul funerari d'un sacerdot de l'edat del ferro. El descobriment va suposar l'inici de la recerca arqueològica organitzada a l'àrea. Del 1888 al 1897 s'excavaren 1.234 monticles. Contenien 1.000 túmuls amb entre 3.000 i 5.000 troballes en total. Els primers catàlegs de les troballes de Glasinac es feren el 1956-57 pels arqueòlegs Alojz Benac i Borivoj Covic. El 1981, l'arqueòloga Nora Lucentini n'elaborà un catàleg revisat que incloïa altres 192 tombes de l'edat del ferro. En total, s'han analitzat i catalogat 352 tombes. Representen entre el 7% i el 12% de les troballes excavades en les tombes de la zona del jaciment de Glasinac.
A les valls dels rius Mat i Fan inferiors, a la zona de la plana de Zadrima, es construïren túmuls que contenien tombes d'una classe guerrera la cultura material de la qual coincidia amb la de Glasinac. Aquests enterraments solen contenir moltes armes i armadures. Van romandre en ús fins al segle iv abans de la nostra era, quan van sorgir noves pràctiques funeràries. A Albània central, la Cultura de Glasinac està representada en els túmuls de Pazhok, que van aparéixer en l'edat del bronze tardana (c. 1300 ae). Més al sud es troben els túmuls de l'edat del bronze tardana de Barç i els enterraments primerencs de Kuç i Zi, estretament relacionats, a prop de l'actual Korçë, que representen l'extensió més meridional de la Cultura de Glasinaci. Les fortificacions dels segles IX-VIII ae de Symizë, Bellovodë, Bilisht i Tren, a prop del llac Prespa, també podrien estar relacionades amb aquells. La vall del riu Drin, al nord-est de Mat, al voltant de Kukës i a l'est fins a l'actual Dèbar, està jalonada de jaciments funeraris que apareixen en l'edat del bronze tardana, i estan estretament relacionats amb els jaciments de la Vall de Mat. Al seu torn, aquests jaciments estan relacionats amb els que existiren a l'oest de Kosovo, al voltant de la zona de Prizreni, com ara el jaciment de Romajë.

## Cultura

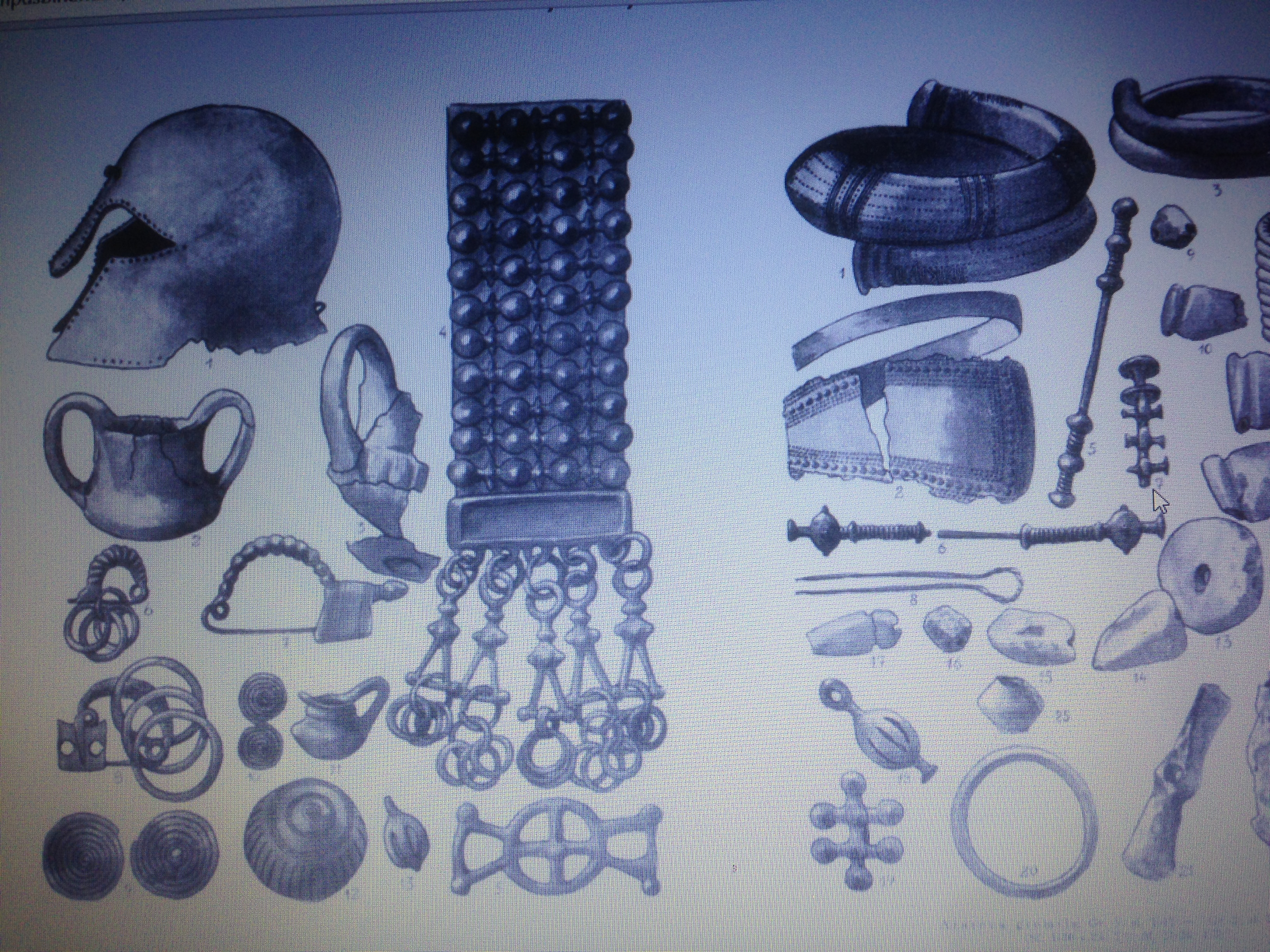
Artefactes de l'edat del ferro

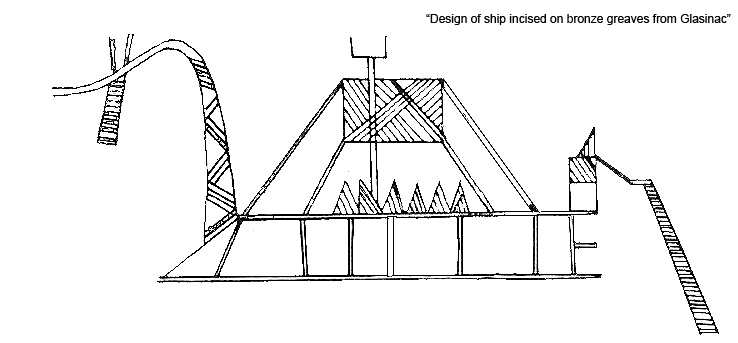
Representació d'un vaixell en una armadura de bronze de Glasinac-Mati

### Ceràmica
El corpus ceràmic del grup Glasinac seguia patrons geomètrics. No va crear pas variacions significatives fins a finals de l'edat del ferro. A Albània, els jaciments excavats a banda i banda del riu Genusus han aportat poca evolució significativa als patrons i formes decoratives fins a finals del segle vi abans de la nostra era.

## Interpretació
La Cultura de Glasinac representa una evolució material autòctona de les comunitats sorgides a l'Adriàtic oriental. Aquests grups es coneixien com a il·liris en temps històrics. Malgrat la seua eventual difusió, la Cultura de Glasinac no és pas ni la cultura material il·líria "definitiva", ni l'única cultura material que es desenvolupà entre els il·liris històrics. La Cultura de Glasinac també tingué les seues variants. Es classifica com el grup central il·liri entre les cultures materials afins que es van observar en l'edat del ferro, amb les quals va interactuar. En total, s'han descrit unes sis cultures materials que van sorgir en territoris il·liris. Basant-se en les troballes arqueològiques existents, hi ha estat difícil fer una definició arqueològica i geogràfica comparativa.

## Desaparició de la cultura
Es creu que els hereus de la Cultura de Glasinac fou la tribu il·líria dels autariates, que completaren la seua expansió territorial i  sociopolítica, econòmica i cultural cap a l'any 335 abans de la nostra era. Va haver-n'hi primer un període d'estabilització, seguit d'un llarg període d'estancament. Açò es veu clarament en les restes de la cultura material utilitzada pels autariates durant aquest període, que no mostra pas un desenvolupament radical, a diferència d'èpoques anteriors en què l'esperit autàrquic demostrava una gran iniciativa, mobilitat i originalitat en la producció material. Alhora, es va produir una creixent afluència de material importat, o bé una simple adopció dels trets tipològics i representacions d'altres cultures. Quan arribaren a la Baixa Pannònia, els celtes van sotmetre els pobles pannonis (il·liris septentrionals), en particular als d'Eslavònia Oriental, Baranya, Sírmia Occidental i Sírmia, abans de dirigir l'atenció cap als territoris situats més enllà de les fronteres de l'Imperi macedoni. Els primers a ser atacats foren els autariates, acabats de derrotar per Alexandre el Gran. Els celtes van penetrar a les valls del Drina, Kolubara i Morava (Sèrbia). Les fonts escrites afirmen que els autariates van emigrar en massa cap al 310 ae. Es creu que després de la migració dels autariates a Dardània s'hi creà un buit que va durar fins a l'època romana Posteriorment, els desidates es van assentar a la regió de Glasinac, principalment als llogarets. A diferència de la Cultura de Glasinac, els transmissors de la qual eren els autariates, el seu desenvolupament va continuar al sud. Des de començament del segle iv ae, els il·liris autòctons (taulantis, labeates, daorsis, vardeis) van participar en els esdeveniments grecomacedonis i van caure gradualment sota la creixent influència de l'hel·lenització.